# ليلة غرام (فلم)
ليلة غرام هو فيلم سينمائي درامي مصري من إنتاج 1951 إخراج: أحمد بدرخان وتأليف: صالح جودت، محمد عبد الحليم عبد الله وبطولة: زينب صدقي، زوزو نبيل، زوزو حمدي الحكيم، سناء سميح، سعيد أبو بكر، محمد عبد المطلب.

## قصة الفيلم
ليلى فتاة لقيطة تربت في أحد الملاجئ، وتعمل ممرضة ولكن زميلاتها يدبرن لها مكيدة لطردها من المستشفى، وتقابل شابًا ثريًا يري الارتباط بها ولكن والده يرفض بعد أن يعرف سرها، لتحاول البحث عن أبويها الحقيقيين.

## القصة الكاملة
في كفر الأشراف مركز قليوب تركت الأم (زوزو نبيل) إبنتها الرضيعة أمام المسجد حيث عثر عليها الشيخ عمران (زكي ابراهيم) وسلمها للمركز الذي سلمها بدوره لمركز رعاية الأيتام تحت إشراف عاصم أفندي (فتوح نشاطى) والمديرة (نجمة إبراهيم) التي أسمتها ليلى عبد الله وعهدت بها للمرضعة زينب (عزيزه حلمي)، وكان يشرف على الدار صحيا د.كمال الصفتي (محمود المليجي)وهو من كفرالأشراف، وكان يتمنى أن يتبنى ليلى لأن زوجته (زوزو حمدى)عاقر ولكنه خاف من عصبيتها، ظلت زينب ترعى ليلى حتى أصبحت طفلة جميلة (سهير فخرى) وأصيبت بالدفتيريا ورعتها زينب حتى شفيت وإنتقلت العدوى لزينب، وحينما أشرفت على الموت طلبت منها ان تتصل بإبنتها كوكب التي تسكن في المنيرة، كبرت ليلى (مريم فخر الدين) وقد تعلمت التمريض وأخذها د.كمال لتعمل في مستشفاه، واجتهدت في عملها مما أثار حفيظة الجميع فتآمرن عليها، استأجرت ليلى حجرة في المنيرة عند الست أم ثريا (فردوس محمد)ومرت عليها بائعة اللبن كوكب (ماجدة) وعلمت أنها أختها في الرضاعة فصادقتها دون أن تخبرها بسرها، علمت الممرضة سميرة (سناء سميح) أن ليلى من ملجأ فذهبت إليه وعلمت أنها لقيطة من كفر الأشراف، فحاكت وزميلاتها مؤامرة ضد ليلى، إذ أشاعوا في المستشفى أنها لقيطة ثم أخبروا د.كمال أنها تدعي أنه والدها في السر، مما دعاه لطردها من المستشفى، كانت ليلى قد تعرفت على الفقيه المعروف السيد الأمير (حسين رياض) أثناء إجراءه جراحة بالمستشفى فلجأت إليه وطلبت مساعدته في البحث عن عمل خارج القاهرة فألحقها بمستشفى المواساة بالإسكندرية، وفي نفس الوقت أخبرتها كوكب أنها ستتزوج وستذهب مع زوجها حيث يعمل في الفيوم. تعرفت ليلى على الدكتور رشدي عبد اللطيف (جمال فارس) ونمت بينهما عاطفة أثارت حقد الممرضة سعاد (سميحة توفيق)، تعددت لقاءات ليلى ورشدى وصارحها بحبه فذكرت له أنها يتيمة لا أهل لها، فعرض عليها الزواج، فاتصلت بالسيد الأمير الذي نصحها بقول الحقيقة، فقالت لرشدي أنها لقيطة، فلم يعترض وأخذها للفيوم لتتعرف على أبيه عبد اللطيف (عباس فارس) وأمه (زينب صدقي) وذكر لهم أنها ابنة أحد الأثرياء، كانت كوكب تعمل بالعزبة فأخبرتهم بحسن نية أن ليلى ممرضة، فسأل عنها الدكتور كمال وعلم أنها لقيطة فرفض زواجها من إبنه، ولكن رشدى صمم، ورفضت ليلى أن تحول بين الأب وإبنه وقررت الابتعاد، ولكن السيد الأمير قابل عبد اللطيف وأقنعه ان ليلى لا ذنب لها، وإذا كان يريد لها أبا فهو أبوها، وهو الفقيه الشهير المعروف لا يستنكف أن تكون ليلى إبنته، ووافق عبد اللطيف على زواج ابنه رشدى من ليلى وتم الزواج.

## طاقم العمل
- زينب صدقي... '
- زوزو نبيل... '
- زوزو حمدي الحكيم... '
- سناء سميح... '
- سعيد أبو بكر... '
- محمد عبد المطلب... '
- تحية كاريوكا... تحية كاريوكا
- ماجدة... كوكب
- كارم محمود... محمود
- عزيزة حلمي... المرضعة / زينب
- محمود المليجي... دكتور / جمال
- نجمة إبراهيم... رئيسة الاشراف بالملجأ
- عفاف شاكر... صديقة ليلى في الملجأ
- فتحية شاهين... رئيسة الممرضات
- مريم فخر الدين... ليلى
- حسين رياض... السيد الأمير
- فردوس محمد... أم ثريا
- عباس فارس... عبد اللطيف بيه
- وداد حمدي... أحلام
- ثريا فخري... زوجة السيد الأمير
- عبدالرحيم الزرقاني... المدرس

## اغانى الفيلم
- لوحدك ليه تأليف صالح جودت تلحين أحمد صدقي
- صفر ياوابور تأليف صالح جودت تلحين أحمد صدقي
- تعالى تعالى تأليف بيرم التونسى تلحين أحمد صدقي
- الفيوم غناء عصمت عبد العليم تأليف أحمد منصور تلحين كارم محمود

## روابط خارجية
- ليلة غرام على موقع IMDb (الإنجليزية)
- ليلة غرام على موقع الدهليز
- ليلة غرام على موقع قاعدة بيانات الأفلام العربية
- ليلة غرام على موقع قاعدة بيانات الفيلم (الإنجليزية)
- ليلة غرام على موقع ليتربوكسد (الإنجليزية)
- ليلة غرام على موقع كينوبويسك (الروسية)